# Leo Surabowitsch Goglitschidse
Leo Surabowitsch Goglitschidse (russisch Лео Зурабович Гогличидзе; * 29. April 1997 in Rostow am Don) ist ein russischer Fußballspieler.

## Karriere

### Verein
Goglitschidse begann seine Karriere beim FK Krasnodar. Zur Saison 2014/15 rückte er in den Kader der zweiten Mannschaft von Krasnodar. In seiner ersten Spielzeit kam er zu 14 Einsätzen in der drittklassigen Perwenstwo PFL. In der Saison 2015/16 absolvierte er 21 Drittligapartien. Im September 2016 debütierte er im Cup gegen Spartak Naltschik für die erste Mannschaft Krasnodars, für die das sein einziger Saisoneinsatz blieb. Für die Reserve kam er zu 19 Drittligaeinsätzen. In der Saison 2017/18 absolvierte er bis zur Winterpause weitere 13 Drittligapartien.
Im Februar 2018 wechselte Goglitschidse leihweise für eineinhalb Jahre zum Zweitligisten Olimpijez Nischni Nowgorod. Sein Debüt in der Perwenstwo FNL gab er im April 2018 gegen Jenissei Krasnojarsk. Bis Saisonende kam er zu fünf Zweitligaeinsätzen. In der Saison 2018/19 kam er zu 25 Einsätzen für den nunmehr FK Nischni Nowgorod genannten Verein. Zur Saison 2019/20 kehrte er nach Krasnodar zurück. Dort spielte er nach seiner Rückkehr dreimal für die inzwischen in die zweite Liga aufgestiegene Reserve und viermal für die dritte Mannschaft in der dritten Liga. Im August 2019 wurde er ein zweites Mal verliehen, diesmal an den Zweitligisten Tschaika Pestschanokopskoje. Für Tschaika kam er bis zum COVID-bedingten Saisonabbruch zu 14 Zweitligaeinsätzen. Zur Saison 2020/21 wurde der Außenverteidiger fest von Tschaika verpflichtet. In der Saison 2020/21 absolvierte er bis zur Winterpause 23 Spiele für den Klub.
Im Januar 2021 wurde Goglitschidse von Krasnodar zurückgekauft, allerdings direkt ein zweites Mal nach Nischni Nowgorod verliehen. Für Nischni Nowgorod absolvierte er bis zum Ende der Leihe acht Zweitligapartien, mit dem Klub stieg er zu Saisonende in die Premjer-Liga auf. Nach dem Aufstieg wurde die Leihe im Juni 2021 um eine weitere Spielzeit verlängert. Sein Debüt in der höchsten Spielklasse gab er im Juli 2021 gegen den FK Sotschi. Nach zwei Erstligaeinsätzen wurde die Leihe im September 2021 allerdings vorzeitig beendet und Goglitschidse wurde innerhalb der Liga an Ural Jekaterinburg weiterverliehen. Bis zum Ende der Leihe kam er zu 21 Einsätzen. Im Mai 2022 wurde er von Ural fest verpflichtet. In der Saison 2022/23 kam er dann zu 26 Einsätzen.
Zur Saison 2023/24 wurde er an den Ligakonkurrenten FK Orenburg verliehen. Für Orenburg kam er während der Leihe zu 19 Einsätzen in der Premjer-Liga. Zur Saison 2024/25 kehrte Goglitschidse nach Jekaterinburg zurück, das mittlerweile aus der Premjer-Liga abgestiegen war.

### Nationalmannschaft
Goglitschidse absolvierte zwischen November 2016 und September 2018 vier Partien für die russische U-21-Auswahl.